# Scorpidiaceae
Scorpidiaceae là một họ rêu trong bộ Hypnobryales.